# Panagrolaimus rigidus
Panagrolaimus rigidus är en rundmaskart. Panagrolaimus rigidus ingår i släktet Panagrolaimus, och familjen Panagrolaimidae. Arten är reproducerande i Sverige.